# Cenurosi

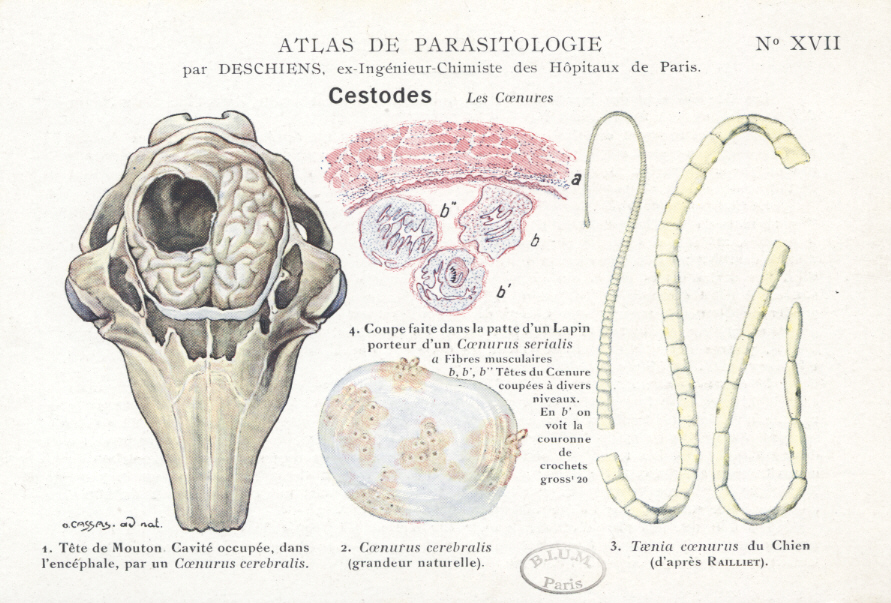
A sinistra, dei cenuri nella pecora e nel coniglio. A destra, la forma adulta del cestode.

La cenurosi è una malattia parassitaria sostenuta da cestodi che si sviluppa negli ospiti intermedi di Taenia multiceps, T. serialis, T. brauni, o T. glomerata).
Questa patologia colpisce principalmente le pecore ed altri ungulati,, ma occasionalmente può colpire l'uomo tramite l'ingestione accidentale delle uova del parassita.
Mentre le forme adulte di queste specie si sviluppano nell'intestino degli ospiti definitivi (cani, volpi ed altri canidi), causando una patologia appartenente alle teniasi, le larve nella pecora vanno a localizzarsi nell'encefalo, dando una sintomatologia tipicamente nervosa, con incoordinazione, paraplegia e/o disturbi della vista.